# Dreamin' of You (Bob Dylan)
Dreamin' of You è un singolo di Bob Dylan pubblicato nel 2008 e tratto dall'album The Bootleg Series Vol. 8 - Tell Tale Signs: Rare and Unreleased 1989-2006.
Il brano è stato registrato durante le sessioni di Time Out of Mind. La canzone è stata resa disponibile per il download gratuito prima della pubblicazione su CD e EP 7"; sul lato B di quest'ultimo è presente una versione alternativa di Ring Them Bells. Il video, diretto da Harry Dean Stanton, è stato pubblicato in anteprima su Amazon.com. Questa è l'unica versione registrata della canzone ed è più corta di quasi tre minuti rispetto a quella pubblicata nell'album.
La canzone riporta citazioni da molte altre canzoni di Dylan, soprattutto da Standing in the Doorway da Time Out of Mind.
Larry Sloman nelle note del libretto di Tell Tale Signs spiega che la ragione per cui la canzone venne scartata dall'album potrebbe essere data dal fatto che varie sue parti sono state utilizzate per sviluppare altre canzoni.